# تاشا دي فاسكونسيلوس
تاشا دي فاسكونسيلوس هي عارضة وممثلة برتغالية، ولدت في 15 أغسطس 1966 ببيرا في موزمبيق.

## أعمال

### أفلام
- (2003) جوني إنجلش[4]
- (2011) جوني إنجلش ريبورن[5]

## وصلات خارجية
- تاشا دي فاسكونسيلوس على موقع IMDb (الإنجليزية)
- تاشا دي فاسكونسيلوس على موقع ألو سيني (الفرنسية)
- تاشا دي فاسكونسيلوس على موقع أول موفي (الإنجليزية)
- تاشا دي فاسكونسيلوس على موقع قاعدة بيانات الأفلام السويدية (السويدية)
- تاشا دي فاسكونسيلوس على موقع قاعدة بيانات الفيلم (الإنجليزية)
- تاشا دي فاسكونسيلوس على موقع كينوبويسك (الروسية)
- تاشا دي فاسكونسيلوس على موقع دليل عارضات الأزياء (الإنجليزية)